# Alessandria del Carretto
Alessandria del Carretto község (comune) Olaszország Calabria régiójában, Cosenza megyében.

## Fekvése
A Pollino Nemzeti Park területén fekszik, a megye északi részén. Határai: Albidona, Castroregio, Cerchiara di Calabria, Oriolo, Plataci, San Paolo Albanese, Cersosimo és Terranova di Pollino.

## Története
A település első említése 1140-ből származik. A középkor során cosenzai nemesi családok birtoka volt. Önállóságát 1811-ben nyerte el, amikor a Nápolyi Királyságban felszámolták a feudalizmust.

## Népessége
A népesség számának alakulása:

## Főbb látnivalói
- San Alessandro-templom - a 17. században épült
- Palazzo Chichidimo - 17. századi nemesi palota
- a településen területén áthaladó Via Popilia romjai